# О’Риэр, Чарльз
Чарльз (Чак) О’Ри́эр (англ. Charles (Chuck) O’Rear; род. 26 ноября 1941, Батлер, Миссури, США)  — американский фотограф. Известен как автор  фотографии «Безмятежность» (англ. Bliss), которая является по умолчанию обоями рабочего стола операционной системы Windows XP.

## Ранняя жизнь и карьера
Чарльз О’Риэр родился 26 ноября 1941 года в городе Батлер, штат Миссури. В 10 лет он впервые взял в руки фотоаппарат Kodak Brownie. В то время он хотел стать пилотом, получив соответствующую лицензию в возрасте 16 лет. Проходя обучение в Государственном педагогическом колледже, он начал свою карьеру в качестве спортивного репортёра в Butler Daily Democrat. В 1961 году он работал фотографом в ежедневной газете Emporia Gazette, а в 1962 году - в Kansas City Star фотографом-репортёром. В 1966 году он переехал в Лос-Анджелес для того, чтобы стать штатным фотографом в Los Angeles Times.
В 1971 году журнал National Geographic нанял О’Риэра для документирования жизни русских крестьян на Аляске, называвших себя старообрядцами. В 1978 году журнал отправил его в долину Напа с целью фотографирования этого винодельческого региона. Чарльз заинтересовался фотографированием виноделия, вследствие чего переселился в долину. В 1985 году он отправился в Индонезию по другому заданию журнала, где отснял 500 рулонов пленки и сделал 15 000 фотографий. О’Риэр дважды появлялся на обложке National Geographic: один раз в роли «Человека-птицы», летящего на сверхлегком самолёте, а позже на другой фотографии, где он держит в руке компьютерный чип. Он был связан с журналом почти 25 лет (с 1971 по 1995 год) и фотографировал в 30 разных странах и каждом штате США. Для журнала он сфотографировал 25 разных мест, включая Мексиканскую ривьеру, Сибирь, Канаду, Кремниевую долину и долину Напа. Работая с National Geographic, он научился использовать маленькие стробоскопы и преподавал этот предмет в течение 11 лет в фотомастерской Санта-Фе.
С 1972 по 1975 год О’Риэр участвовал в проекте Documerica Агентства по охране окружающей среды, направленном на «фотографическое документирование объектов, вызывающих озабоченность в области охраны окружающей среды в Америке 1970-х годов», вместе с 70 другими фотографами, включая Билла Строуда, Дэнни Лайона и Джона Х. Уайта. Чарльзу О’Риэру приписывают наибольшее число фотографий в итоговой коллекции Documerica. В 1980 году совместно с Крейгом Орнессом он стал соучредителем фотоагентства Westlight, которое было приобретено в 1998 году Corbis. В том же году Corbis отправил О’Риэра в кругосветное путешествие на год для того, чтобы сфотографировать основные винодельческие регионы мира.

## Фотография «Безмятежность»
«Фотографы стремятся стать известными благодаря снимкам, которые они создали. Я же не "создал" этот снимок. Я просто оказался в нужный момент в нужном месте и зафиксировал его. Если вы Энсел Адамс и снимаете определённый вид Хаф-Доума, то вам нужно, чтобы свет падал определённым образом, и вы манипулируете светом. Он был известен тем, что работал в тёмной комнате, используя техники увеличения и уменьшения освещения. Но здесь ничего этого нет».
В январе 1996 года Чарльз О’Риэр ехал из своего дома в Сент-Хелине (штат Калифорния) к своей девушке Дафне Ларкин (на которой он позже женится). Вместе с ней он хотел написать книгу об истории виноделия. Проезжая через округа Напа и Сонома, он остановился и съехал с дороги, чтобы сфотографировать зеленый, пышный склон холма на обочине шоссе 12/121. О’Риэр сделал фотографию с помощью ручной среднеформатной камеры Mamiya RZ67, а затем отправил её в Westlight под названием «Bucolic Green Hills». В 1998 году Westlight будет приобретена Corbis, одним из агентств стоковой фотографии, которое Microsoft использовала в то время.
Microsoft выбрала фотографию О’Риэра для своей новой операционной системы Windows XP в 2001 году, купив все права на неё. Компания предложила О’Риэру такую денежную сумму, что он назвал её второй по величине, когда-либо заплаченной фотографу за одно изображение; тем не менее, он подписал соглашение о конфиденциальности и не может раскрыть её точное значение. Microsoft купила Чарльзу билет на самолет в Сиэтл, и он лично доставил оригинал в их офисы, поскольку курьеры и службы доставки отказались доставлять фото, узнав о его стоимости. Microsoft переименовала изображение в «Bliss» и использовала его в качестве обоев рабочего стола по умолчанию для Windows XP. В результате успеха операционной системы фотография О’Риэра стала одним из самых просматриваемых изображений в истории.
Многие посчитали изображение подвергшимся цифровой обработке для усиления эффекта или даже как фотошоп, созданный на компьютере и собранный с помощью Adobe Photoshop из нескольких изображений. О’Риэр отрицал подобные заявления и сообщал, что оно было абсолютно подлинным. Насыщенные цвета стали результатом использования пленки Fujifilm Velvia, а не изменений, внесенных Westlight или Microsoft.

## Личная жизнь
Жена — журналистка Дафна Ларкин. У них четверо детей и двое внуков.